# Althirschstein
Althirschstein ist ein Ortsteil der Gemeinde Hirschstein im sächsischen Landkreis Meißen. Er wurde zusammen mit seinem Ortsteil Gosa am 1. November 1935 nach Boritz eingemeindet. Als Ortsteil von Boritz kam Althirschstein am 1. März 1994 zur historischen Gemeinde Hirschstein, welche am 1. April 1996 in die Gemeinde Mehltheuer eingegliedert wurde. Diese wiederum nannte sich am 1. Oktober 1996 in Hirschstein um.

## Geographie

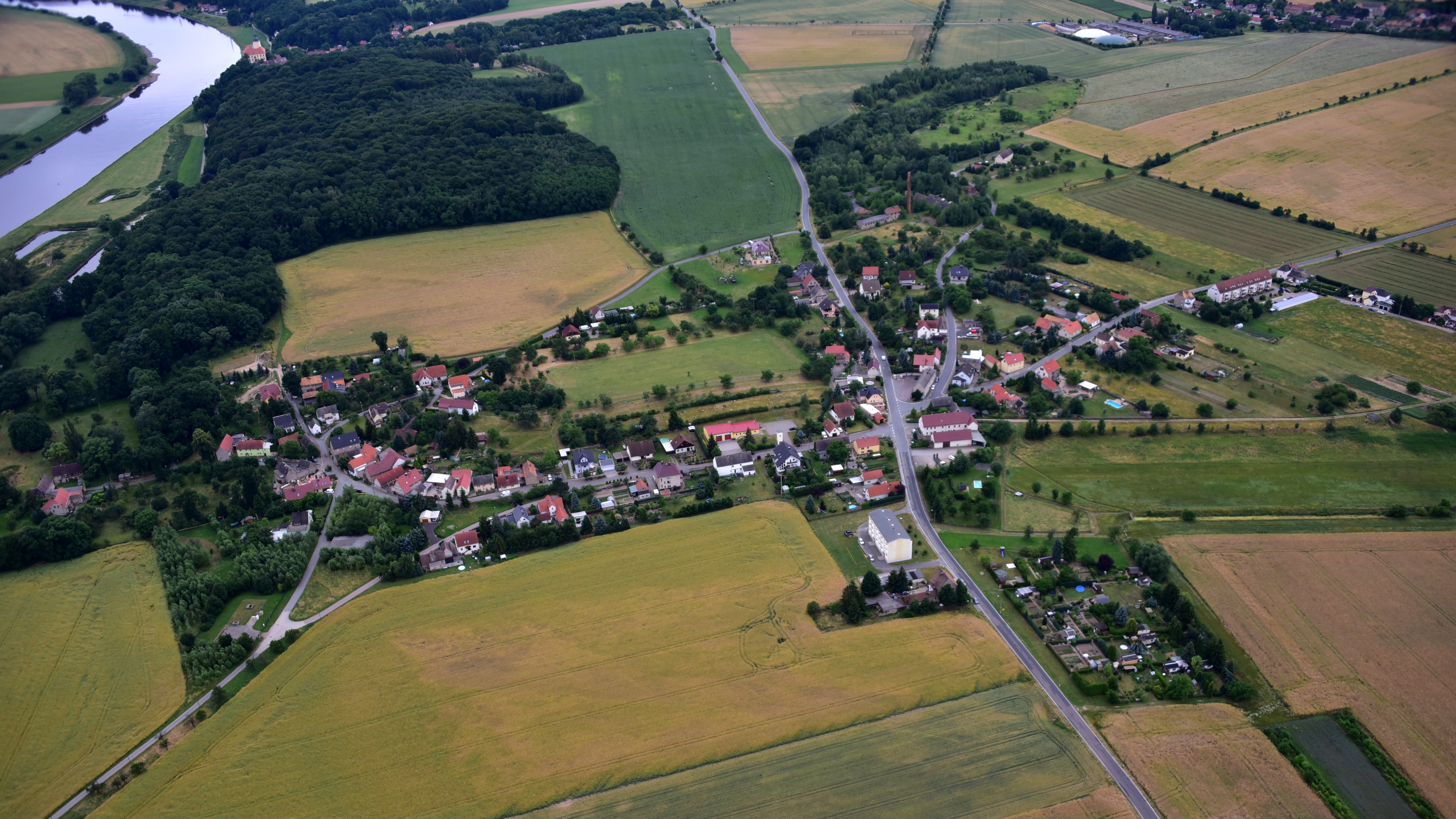
Althirschstein, Luftaufnahme (2017)

### Geographische Lage und Verkehr
Althirschstein liegt direkt am linken Ufer der Elbe im östlichen Teil der Gemeinde Hirschstein, etwa 9 km südöstlich von Riesa. Das Dorf wird durch die Busverbindung Riesa–Hirschstein–Meißen bedient. Der Elberadweg führt durch den Ort. Im westlichen Teil von Althirschstein befindet sich der Ortsteil Gosa, welcher heute im Althirschstein aufgegangen ist. Der Gosenweg erinnert bis heute an Gosa.

### Nachbarorte
|                        | Boritz (zu Hirschstein)                     |                           |
| Bahra (zu Hirschstein) | Kompassrose, die auf Nachbargemeinden zeigt | Merschwitz (zu Nünchritz) |
|                        | Neuhirschstein (zu Hirschstein)             |                           |

## Geschichte

### Althirschstein

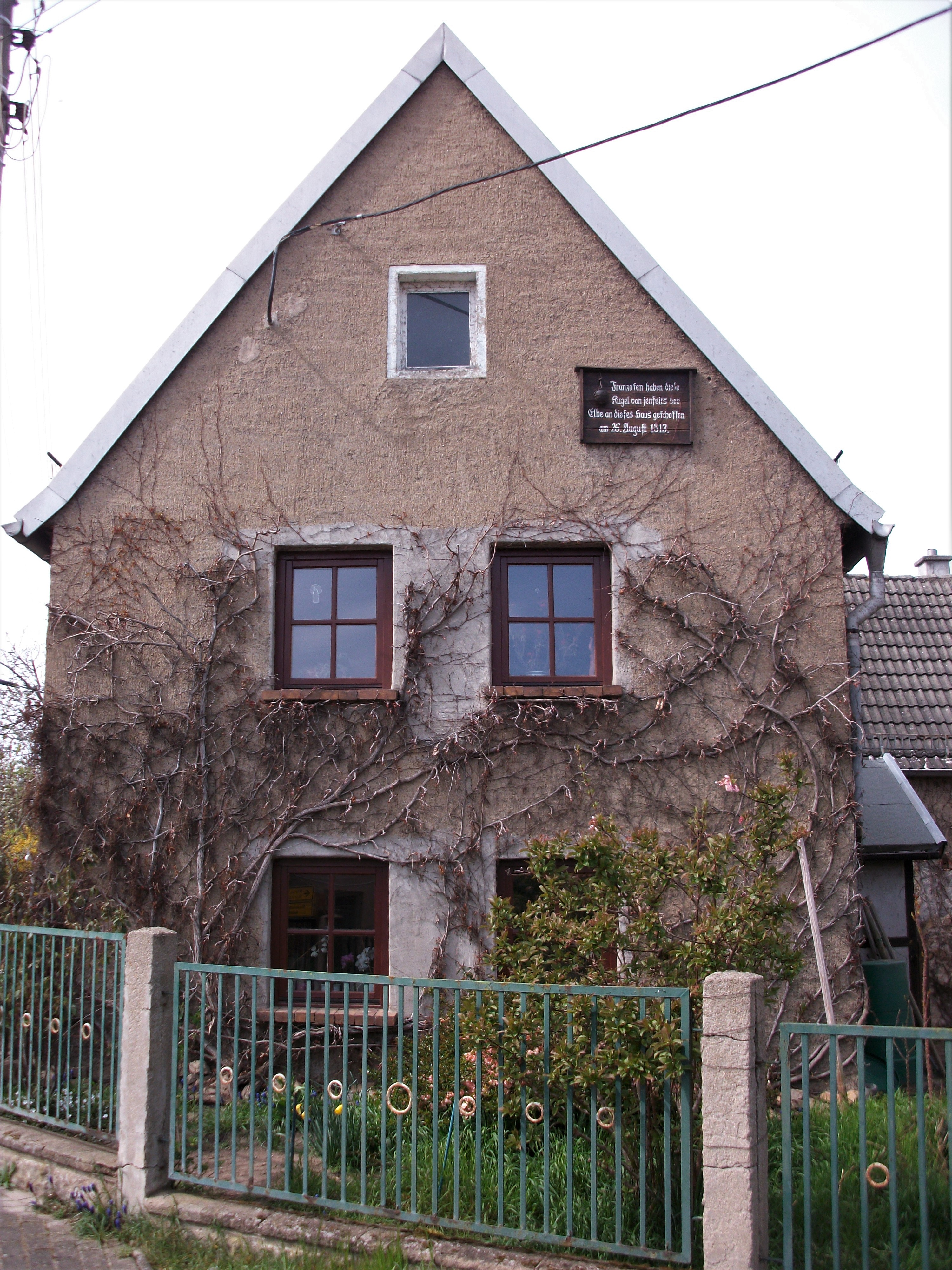
Althirschstein, Kanonenkugelhaus

Älteste Besiedlungsspuren für die Flur von Althirschstein stammen bereits aus der Steinzeit. Eine in einer Kiesgrube gefundene altsteinzeitliche Feuersteinklinge ist rund 100.000 Jahre alt und einziger Fund dieser Kulturepoche im Riesaer Raum. Sie befindet sich heute im Riesaer Heimatmuseum.
Durch die geographische Lage am Merschwitzer Elbübergang entstanden ab dem 10. Jahrhundert drei befestigte Anlagen, aus denen später das Schloss Hirschstein hervorgegangen ist. Die Felsenburg Althirschstein wurde im Jahr 979 urkundlich erwähnt. Sie befand sich südöstlich des Ortes an der Flurgrenze zu Neuhirschstein.
Der heutige Ort Althirschstein entstand im Mittelalter am linken Elbufer und wurde 1466 erstmals als Alden Herstein urkundlich erwähnt. Die gassendorfartige Gutssiedlung besitzt Block- u. Streifenflur und umfasste insgesamt eine Fläche von etwa 92 ha. Gemeinsam mit dem benachbarten Neuhirschstein zählte man 1551 13 Gärtner und 6 Inwohner. Eng verbunden blieb das Dorf mit dem Schloss Hirschstein, dessen Besitzer bis ins 19. Jahrhundert die Grundherrschaft besaßen. Die Verwaltung über Althirschstein oblag bis in die Mitte des 19. Jahrhunderts dem kursächsischen bzw. königlich-sächsischen Erbamt Meißen. Bei den im 19. Jahrhundert im Königreich Sachsen durchgeführten Verwaltungsreformen wurden die Ämter aufgelöst. Dadurch kam Althirschstein mit Gosa im Jahr 1856 unter die Verwaltung des Gerichtsamts Meißen und 1875 an die neu gegründete Amtshauptmannschaft Meißen. Am 1. November 1935 wurde Althirschstein zeitgleich mit Schänitz nach Boritz eingemeindet.
Im Zuge der Gebietsreform 1952 wurde die Gemeinde Boritz mit Althirschstein und Schänitz dem Kreis Riesa im Bezirk Dresden zugeordnet, welcher ab 1990 als sächsischer Landkreis Riesa fortgeführt wurde und 1994 im neu gebildeten Landkreis Riesa-Großenhain aufging. Am 1. März 1994 schlossen sich die Gemeinden Boritz und Bahra mit ihren Ortsteilen zur Gemeinde Hirschstein zusammen. Seit der Eingemeindung von Hirschstein nach Mehltheuer am 1. April 1996 und der Umbenennung der Großgemeinde zum 1. Oktober 1996 gehört Althirschstein als Ortsteil wiederum zu Hirschstein. Durch die zweite Kreisreform in Sachsen 2008 gehört die Landgemeinde Hirschstein mit ihren Ortsteilen, darunter auch Althirschstein, zum Landkreis Meißen.
Im Ort haben sich noch einige ältere Bauern- und Häusleranwesen erhalten. Am Giebel eines dieser Gebäude erinnert eine Kanonenkugel an das Jahr 1813, als französische Soldaten bei ihrem Rückzug aus Russland von der anderen Elbseite das Haus beschossen.

### Ortsteil Gosa
Zu Althirschstein gehört auch die kleine Siedlung Gosa. Der im 18. Jahrhundert als Gosa bzw. Gasa (1791) erwähnte Ort besteht nur aus wenigen Gebäuden und war zeitweise Standort einer Ziegelei und einer Windmühle. Der Ortsname ist vom deutschen Wort gose = trocken abgeleitet, was auf örtliche Gegebenheiten hindeutet. 1875 lebten hier 79 Einwohner. Amtlich gilt Gosa bereits im 19. Jahrhundert als Teil von Althirschstein und ist deshalb nicht als offizieller Ortsteil der Gemeinde Hirschstein ausgewiesen.

### Bevölkerungsentwicklung
| Jahr | Einwohner                                   |
| ---- | ------------------------------------------- |
| 1551 | 13 Gärtner, 6 Inwohner (mit Neuhirschstein) |
| 1764 | 12 Gärtner, 11 Häusler                      |
| 1834 | 199 (mit Rittergut)                         |
| 1871 | 200                                         |
| 1890 | 240                                         |
| 1910 | 228                                         |
| 1925 | 254                                         |

## Sehenswürdigkeiten
- Haus mit Kanonenkugel von 1813

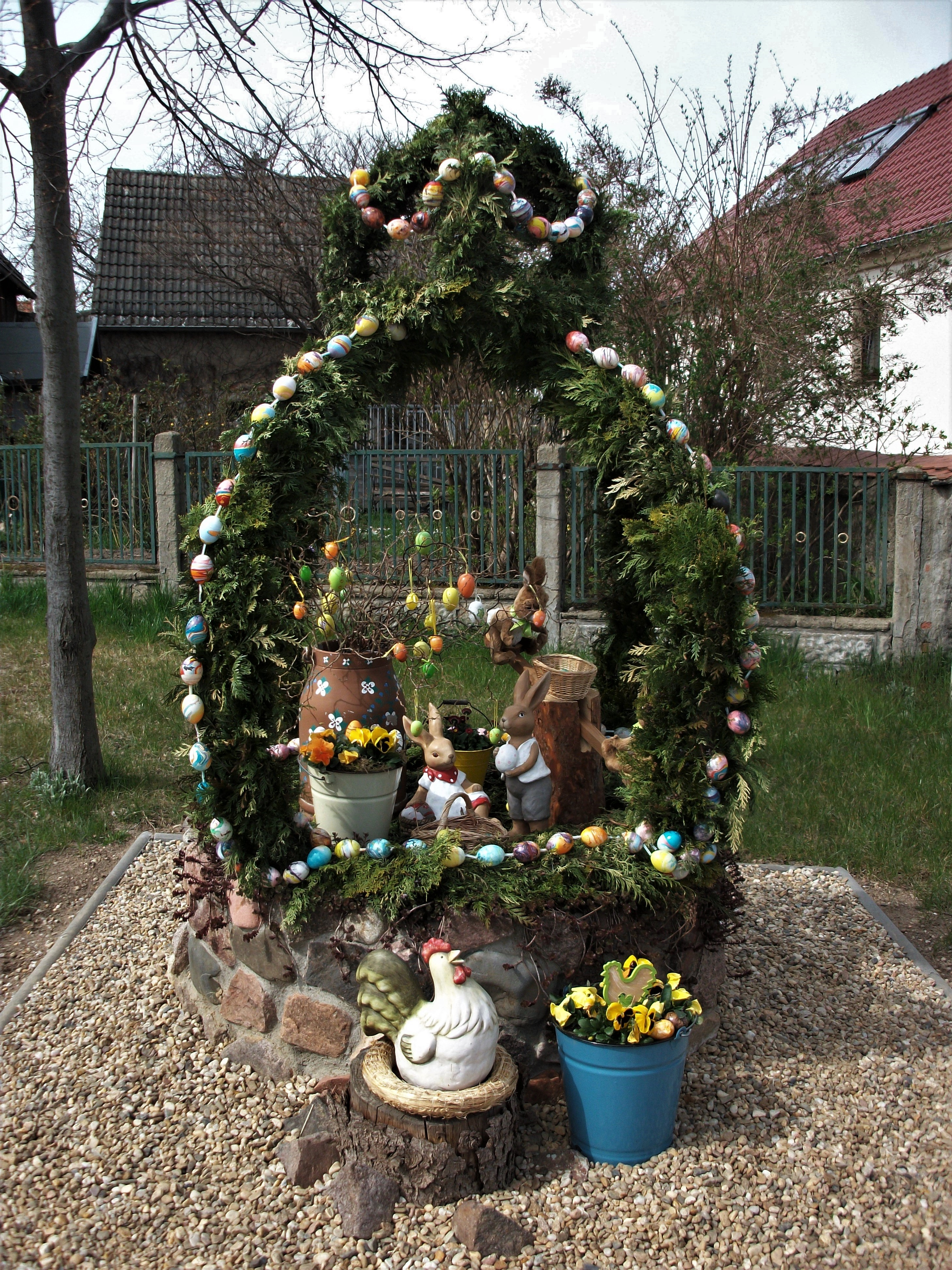
Osterbrunnen Althirschstein

- Der Osterbrunnen von Althirschstein ist einer von elf Osterbrunnen der Hirschsteiner Region.[9]